# NGC 4540
NGC 4540 је спирална галаксија у сазвежђу Береникина коса која се налази на NGC листи објеката дубоког неба.
Деклинација објекта је + 15° 33' 4" а ректасцензија 12h 34m 50,9s. Привидна величина (магнитуда) објекта NGC 4540 износи 11,8 а фотографска магнитуда 12,5. Налази се на удаљености од 16,8000 милиона парсека од Сунца. NGC 4540 је још познат и под ознакама UGC 7742, MCG 3-32-74, CGCG 99-93, VCC 1588, IRAS 12323+1549, PGC 41876.